# Деволюция
Деволюция (от лат. devolutio — «свёртывание») — в конституционно-правовой практике ряда стран — передача (делегирование) центральными правительственными органами части своих полномочий местным органам власти.
В отличие от ситуации с федерализмом, передача полномочий при деволюции может носить временный характер и не ведёт к «разделению суверенитета». В отличие от децентрализации, деволюция подразумевает более существенное изменение территориальной системы управления: передачу не только исполнительных полномочий, но и некоторых законодательных, при установлении гарантий сохранения переданного. Наиболее распространена эта практика в современной Европе (Великобритания, Испания, Франция).
Разграничивают деволюцию, как передачу тех полномочий, которые ранее исполнял национальный парламент или министерства, и регионализацию, где увеличивается объём полномочий в административной сфере с целью рационализации и модернизации управления для повышения экономической конкурентоспособности на мировых рынках.

## Примеры деволюции

### Великобритания
С конца 1990-х годов Великобритания стала квази-федеративным государством (со странами-автономиями), где отдельные части королевства получили полномочия в различных объёмах на внутреннее самоуправление, включая законодательную деятельность в пределах их компетенции. Однако данная автономия отдельных административно-политических частей королевства, может быть теоретически изменена или даже приостановлена Парламентом Великобритании, который, по неписаной конституции Великобритании, сохраняет за собой право верховенства власти в стране. Объём и перечень полномочий определялся для каждой автономии индивидуально путём:
- референдума;
- принятием частного закона Парламентом Великобритании[2].

Так, в результате реформ 1998 года предоставление частичной политической автономии произошло в Шотландии (в соответствии с Актом о Шотландии 1998 г., Парламент Шотландии получил право изменять ставки отдельных налогов, устанавливать и взимать местные налоги и сборы, а также принимать законы по широкому кругу вопросов, относящихся к социальной и экономической сфере), Северной Ирландии (получила некоторую законодательную власть, но не право изменять налоги, за исключением ставки налога с корпораций); а также в виде права издания региональным представительным органом подзаконных актов (постановлений) во исполнение актов Британского парламента — Уэльсу. При этом Англия осталась единственной частью королевства, лишённой собственных органов власти, так как, в соответствии с Актом о Парламентской Унии 1707 г., ее интересы отстаивает Парламент Великобритании.

### Испания
Деволюция началась в 1979 году, когда 17 территорий получили права автономии путём основания выборных законодательных собраний, обладающих широкими полномочиями в сфере местной политики.

### Франция
Во Франции деволюцией правительство пыталось решить проблему региональных меньшинств (например, в Бретани и Аквитании), угрожавшую перерасти в этнический национализм. В 1972 году созданы 22 законодательных органа для координации местной экономической политики, но из-за нехватки полномочий и поддержки общественности в 1982 году преобразованы в региональные правительства с полным набором прав, возглавляемые советом, избираемым прямым голосованием.